# 臘戍車站
臘戍車站是位於緬甸撣邦北部城市臘戍的鐵路車站，為曼德勒—臘戍鐵路的終點站。
2009年，提議修建一條由臘戍通往中國姐告的鐵路線。2011年，該提案擴展為連接昆明和皎漂。吳登盛總統在2011年5月訪問北京期間簽署了緬甸鐵路運輸部與中國國有鐵路工程總公司之間的鐵路建設備忘錄。